# Oxidationstrin
Et oxidationstrin er en måde at holde regnskab med et grundstofs elektroner. Det svarer til den ladning et grundstof ville have hvis alle dets bindinger og/eller ligander blev fjernet. Det benyttes bl.a. ifb. med afstemmelse af redoxligninger.
Udtrykt på en anden måde svarer oxidationstrinnet til den ladning, som et atom ville have hvis alle bindinger var 100% ionbindinger, helt uden kovalente komponenter. Dette er aldrig helt korrekt, men ændrer ikke ved at oxidationstrin er et nyttigt værktøj.

## Regler for tildeling af oxidationstrin
1. Et frit grundstof har oxidationstrinnet 0.
2. For en monoatomisk ion (simpel ion) er oxidationstrinnet lig med dets ladning.
3. Summen af alle elementers oxidationstrin i en forbindelse, er lig med forbindelsens nettoladning.
4. I molekylære forbindelser har:
  - Hydrogen oxidationstrinnet +1
  - Fluor oxidationstrinnet -1
  - Oxygen oxidationstrinnet -2
5. Alkalimetaller har oxidationstrinnet +1 i næsten alle sine forbindelser.
6. Alkalijordmetallerne har oxidationstrinnet +2 i næsten alle sine forbindelser.
7. Halogenerne har oxidationstrinnene -1, medmindre de er bundet direkte til oxygen eller et andet halogen

Undtagelser
1. Hydrogen, Fluor og Oxygen har oxidationstrin 0 som rene grundstoffer(Regel 1.)
2. Hydrogen har oxidationstrin -1 i metalhydrider (eks. NaH)
3. Oxygen har oxidationstrin -1 i peroxider (eks. hydrogenperoxid: H2O2) og +2 i oxygendifluorid (OF2)

## Eksempler
Cr(OH)3
Her har Oxygen oxidationstrinnet -2 (der er ingen O-O bindinger, eller binding til fluor).
H har oxidationstrinnet +1 da det er bundet til oxygen.
Derfor har de 3 OH ligander (eller Ioner om man vil) oxidationstrinnet -1*3=-3.
Da den samlede ladning er 0 må Chrom have oxidationstrinnet +3.